# Élysée 2022
Élysée 2022 puis France 2022 est une émission de télévision politique française, diffusée sur France 2 à partir du 23 septembre 2021. Elle est présentée par Léa Salamé et Laurent Guimier.
Programmée en première partie de soirée, elle remplace l'émission Vous avez la parole, diffusée de 2019 à 2021, à l'approche de l'élection présidentielle de 2022.

## Historique
Lors des premières émissions, en dehors de la spéciale débat Les Républicains, Léa Salamé et Thomas Sotto ou Laurent Guimier interrogent l'invité politique. Francis Letellier intervient pour une séquence relayant des paroles de français, Alexandra Bensaïd ou Dominique Seux s'occupent de la partie économique, Jean-Baptiste Marteau s'occupe du fact-cheking. L'invité fait également un débat avec un opposant politique puis avec un invité mystère. En fin d'émission, Nathalie Saint-Cricq dresse son édito sur la prestation de l'invité et Brice Teinturier d'Ipsos livre son analyse à travers les opinions des téléspectateurs,.
Dans une interview accordée au Parisien le 7 novembre, le second présentateur initial, Thomas Sotto, annonce qu'il se met en retrait de la présentation de l'émission le temps de l'élection présidentielle. La presse relève en effet que le journaliste entretient une relation amoureuse avec la conseillère en communication du Premier ministre Jean Castex. Il est alors remplacé par Laurent Guimier pour présenter le débat de la primaire des Républicains.
À partir du 10 février 2022, France 2 lance une nouvelle version dénommée Élysée 2022 :  Face à France Télévisions. Dans cette version, Léa Salamé est l'anchorwoman du programme, Laurent Guimier se fait le relai des questions d'un panel d'une centaine de téléspectateurs et 5 à 6 journalistes experts du groupe France Télévisions posent aux candidats à la présidentielle, des questions sur un thème défini tel que la culture, le pouvoir d'achat, l'internationale, l'écologie, etc. L'invité, débat également avec un opposant lors d'un face à face,.
Par ailleurs, l'émission est diffusée hebdomadairement chaque jeudi, ou exceptionnellement le mardi, jusqu'à l'élection présidentielle de 2022,
Le débrief diffusé en sortie d'émission est présentée par Nathalie Saint-Cricq, cependant le 17 février 2022, elle présente aussi l'émission principale, Léa Salamé étant malade et absente.
Le 24 février 2022, l'émission avec Marine Le Pen est annulée au profit d'une édition spéciale Ukraine, la guerre en Europe, réalisée par les équipes de l'émission, dans laquelle plusieurs invités dont des candidats à l'élection présidentielle, des spécialistes en géopolitique et des envoyés spéciaux interviennent.
Aussi, l'émission du 8 mars 2022, exceptionnellement programmée un mardi, est annulée, remplacée par une soirée de soutien : Unis pour l'Ukraine, présentée par Nagui et Leïla Kaddour-Boudadi
À l'occasion des élections législatives françaises, l'émission politique est désormais programmée sous le nom de France 2022, les jeudis 9 et 17 juin 2022,

## Liste des émissions

### Saison 1
| No | Date de diffusion | Invité(e) | Invité(e)                                                                                          | Invité(e)                                                                                          | Invité(e)                                                                                          | Opposants                                                                                          | Opposants                                                                                          | Opposants | Audiences                                                                                          | Audiences                                                                                          | Audiences                                                                                          | Rang                                                                                               | Réf.                                                                                               |
| No | Date de diffusion | Parti | Parti                                                                                              | Nom                                                                                                | Fonction ou mandat                                                                                 | Face-à-face                                                                                        | Invité mystère                                                                                     | Journalistes experts (+ thèmes) | Téléspectateurs                                                                                    | PDM                                                                                                | FRDA-50                                                                                            | Rang                                                                                               | Réf.                                                                                               |
| -- | ----------------- | --- | -------------------------------------------------------------------------------------------------- | -------------------------------------------------------------------------------------------------- | -------------------------------------------------------------------------------------------------- | -------------------------------------------------------------------------------------------------- | -------------------------------------------------------------------------------------------------- | --- | -------------------------------------------------------------------------------------------------- | -------------------------------------------------------------------------------------------------- | -------------------------------------------------------------------------------------------------- | -------------------------------------------------------------------------------------------------- | -------------------------------------------------------------------------------------------------- |
| 1  | 23 septembre 2021 | | SL                                                                                                 | Valérie Pécresse                                                                                   | Présidente du conseil régional d'Île-de-France                                                     | Gérald Darmanin                                                                                    | Camille Étienne                                                                                    | - | 1 053 000                                                                                          | 5,1 %                                                                                              | 2,5 %                                                                                              | 6e                                                                                                 | ,                                                                                                  |
| 2  | 30 novembre 2021  | Émission spéciale de débat sur le Congrès des Républicains de 2021                                                           | Émission spéciale de débat sur le Congrès des Républicains de 2021                                 | Émission spéciale de débat sur le Congrès des Républicains de 2021                                 | Émission spéciale de débat sur le Congrès des Républicains de 2021                                 | Émission spéciale de débat sur le Congrès des Républicains de 2021                                 | Émission spéciale de débat sur le Congrès des Républicains de 2021                                 | Émission spéciale de débat sur le Congrès des Républicains de 2021 | Émission spéciale de débat sur le Congrès des Républicains de 2021                                 | Émission spéciale de débat sur le Congrès des Républicains de 2021                                 | Émission spéciale de débat sur le Congrès des Républicains de 2021                                 | Émission spéciale de débat sur le Congrès des Républicains de 2021                                 | Émission spéciale de débat sur le Congrès des Républicains de 2021                                 |
| 2  | 30 novembre 2021  | | LR                                                                                                 | Michel Barnier                                                                                     | Ancien négociateur en chef européen du Brexit                                                      | -                                                                                                  | -                                                                                                  | - | 1 729 000                                                                                          | 8,9 %                                                                                              | 3,6 %                                                                                              | 3e                                                                                                 | [ 13 ]                                                                                             |
| 2  | 30 novembre 2021  | | LR                                                                                                 | Xavier Bertrand                                                                                    | Président du conseil régional des Hauts-de-France                                                  | -                                                                                                  | -                                                                                                  | - | 1 729 000                                                                                          | 8,9 %                                                                                              | 3,6 %                                                                                              | 3e                                                                                                 | [ 13 ]                                                                                             |
| 2  | 30 novembre 2021  | | LR                                                                                                 | Éric Ciotti                                                                                        | Député des Alpes-Maritimes                                                                         | -                                                                                                  | -                                                                                                  | - | 1 729 000                                                                                          | 8,9 %                                                                                              | 3,6 %                                                                                              | 3e                                                                                                 | [ 13 ]                                                                                             |
| 2  | 30 novembre 2021  | | LR                                                                                                 | Philippe Juvin                                                                                     | Maire de La Garenne-Colombes                                                                       | -                                                                                                  | -                                                                                                  | - | 1 729 000                                                                                          | 8,9 %                                                                                              | 3,6 %                                                                                              | 3e                                                                                                 | [ 13 ]                                                                                             |
| 2  | 30 novembre 2021  | | LR-SL                                                                                              | Valérie Pécresse                                                                                   | Présidente du conseil régional d'Île-de-France                                                     | -                                                                                                  | -                                                                                                  | - | 1 729 000                                                                                          | 8,9 %                                                                                              | 3,6 %                                                                                              | 3e                                                                                                 | [ 13 ]                                                                                             |
| 3  | 9 décembre 2021   | | REC                                                                                                | Éric Zemmour                                                                                       | Journaliste, écrivain                                                                              | Bruno Le Maire                                                                                     | Samia Ghali                                                                                        | - | 2 837 000                                                                                          | 15 %                                                                                               | 7,3 %                                                                                              | 2e                                                                                                 | ,                                                                                                  |
| 4  | 10 février 2022   | | LFI                                                                                                | Jean-Luc Mélenchon                                                                                 | Député des Bouches-du-Rhône                                                                        | Geoffroy Roux de Bézieux                                                                           | -                                                                                                  | Anne-Sophie Lapix (santé), Maya Lauqué (pouvoir d'achat), Maryse Burgot (international), Patrick Cohen (laïcité), Hugo Clément (environnement), Claire Chazal (culture)          | 2 146 000                                                                                          | 10,7 %                                                                                             | 5,8 %                                                                                              | 3e                                                                                                 | ,                                                                                                  |
| 5  | 17 février 2022   | | EÉLV                                                                                               | Yannick Jadot                                                                                      | Député européen                                                                                    | Jordan Bardella                                                                                    | -                                                                                                  | Julian Bugier (pouvoir d'achat), Francis Letellier (ruralité), Claire Chazal (culture), Dominique Seux (énergie), Samah Soula (international)                                    | 1 296 000                                                                                          | 6,3 %                                                                                              | 3,6 %                                                                                              | 5e                                                                                                 | ,                                                                                                  |
| 6  | 3 mars 2022       | | RN                                                                                                 | Marine Le Pen                                                                                      | Députée du Pas-de-Calais                                                                           | Enrico Letta                                                                                       | -                                                                                                  | Anne-Sophie Lapix (international), Francis Letellier (économie), Nathalie Saint-Cricq (régalien), Hugo Clément (écologie et bien-être animal), Mohamed Bouhafsi (sport et école) | 1 889 000                                                                                          | 9,1 %                                                                                              | 6,7 %                                                                                              | 4e                                                                                                 | ,                                                                                                  |
| 7  | 17 mars 2022      | | REC                                                                                                | Éric Zemmour                                                                                       | Journaliste, écrivain                                                                              | Yannick Jadot                                                                                      | -                                                                                                  | Thomas Snégaroff (éducation), Nathalie Saint-Cricq (sécurité), Dominique Seux (économie)                                                                                         | 2 190 000                                                                                          | 10 %                                                                                               | 6,2 %                                                                                              | 2e                                                                                                 | ,                                                                                                  |
| 7  | 17 mars 2022      | | PS                                                                                                 | Anne Hidalgo                                                                                       | Maire de Paris                                                                                     | Christophe Castaner                                                                                | -                                                                                                  | Patrick Cohen (régalien), Francis Letellier (territoires) | 1 270 000                                                                                          | 7,4 %                                                                                              | 4,9 %                                                                                              | -                                                                                                  | ,                                                                                                  |
| 7  | 17 mars 2022      | | DLF                                                                                                | Nicolas Dupont-Aignan                                                                              | Député de l'Essonne                                                                                | Roland Lescure                                                                                     | -                                                                                                  | - | 811 000                                                                                            | 7,9 %                                                                                              | 4,4 %                                                                                              | -                                                                                                  | ,                                                                                                  |
| 8  | 24 mars 2022      | | LFI                                                                                                | Jean-Luc Mélenchon                                                                                 | Député des Bouches-du-Rhône                                                                        | -                                                                                                  | -                                                                                                  | Maryse Burgot (International), Francis Letellier (Économie), Thomas Snégaroff (Éducation)                                                                                        | 2 193 000                                                                                          | 9,9 %                                                                                              | 5,4 %                                                                                              | 3e                                                                                                 | ,                                                                                                  |
| 8  | 24 mars 2022      | | LR                                                                                                 | Valérie Pécresse                                                                                   | Présidente du conseil régional d'Île-de-France                                                     | -                                                                                                  | -                                                                                                  | Anne-Sophie Lapix (économie), Patrick Cohen (international), Nathalie Saint-Cricq (société)                                                                                      | 2 193 000                                                                                          | 9,9 %                                                                                              | 5,4 %                                                                                              | 3e                                                                                                 | ,                                                                                                  |
| 8  | 24 mars 2022      | | PCF                                                                                                | Fabien Roussel                                                                                     | Député du Nord                                                                                     | Sandrine Rousseau                                                                                  | -                                                                                                  | Dominique Seux (économie), Gilles Bornstein (international) | 853 000                                                                                            | 7,3 %                                                                                              | 5,1 %                                                                                              | -                                                                                                  | ,                                                                                                  |
| 8  | 24 mars 2022      | | RES                                                                                                | Jean Lassalle                                                                                      | Député des Pyrénées-Atlantiques                                                                    | -                                                                                                  | -                                                                                                  | Nathalie Saint-Cricq (actualité) | 853 000                                                                                            | 7,3 %                                                                                              | 5,1 %                                                                                              | -                                                                                                  | ,                                                                                                  |
| 8  | 24 mars 2022      | | LO                                                                                                 | Nathalie Arthaud                                                                                   | Porte-parole de Lutte ouvrière                                                                     | -                                                                                                  | -                                                                                                  | Nathalie Saint-Cricq (actualité) | 853 000                                                                                            | 7,3 %                                                                                              | 5,1 %                                                                                              | -                                                                                                  | ,                                                                                                  |
| 8  | 24 mars 2022      | Face à face entre deux représentants de candidates                                                                           | | | | | | | 853 000                                                                                            | 7,3 %                                                                                              | 5,1 %                                                                                              | -                                                                                                  | ,                                                                                                  |
| 8  | 24 mars 2022      | Patrick Stefanini (directeur de campagne de Valérie Pécresse-LR) face à Laurent Jacobelli (porte-parole de Marine Le Pen-RN) | | | | | | | 853 000                                                                                            | 7,3 %                                                                                              | 5,1 %                                                                                              | -                                                                                                  | ,                                                                                                  |
| 9  | 31 mars 2022      | | DLF                                                                                                | Nicolas Dupont-Aignan                                                                              | Député de l'Essonne                                                                                | -                                                                                                  | -                                                                                                  | Jean-Baptiste Marteau (démocratie, pouvoir d'achat) | 1 863 000                                                                                          | 10,7 %                                                                                             | 10 %                                                                                               | 3e                                                                                                 | ,                                                                                                  |
| 9  | 31 mars 2022      | | RN                                                                                                 | Marine Le Pen                                                                                      | Députée du Pas-de-Calais                                                                           | -                                                                                                  | -                                                                                                  | Julian Bugier (pouvoir d'achat, insécurité) | 1 863 000                                                                                          | 10,7 %                                                                                             | 10 %                                                                                               | 3e                                                                                                 | ,                                                                                                  |
| 9  | 31 mars 2022      | | RES                                                                                                | Jean Lassalle                                                                                      | Député des Pyrénées-Atlantiques                                                                    | -                                                                                                  | -                                                                                                  | Émilie Tran Nguyen (santé, institutions) | 1 863 000                                                                                          | 10,7 %                                                                                             | 10 %                                                                                               | 3e                                                                                                 | ,                                                                                                  |
| 9  | 31 mars 2022      | | LO                                                                                                 | Nathalie Arthaud                                                                                   | Porte-parole de Lutte ouvrière                                                                     | -                                                                                                  | -                                                                                                  | Djamel Mazi (international, pouvoir d'achat) | 1 863 000                                                                                          | 10,7 %                                                                                             | 10 %                                                                                               | 3e                                                                                                 | ,                                                                                                  |
| 9  | 31 mars 2022      | | PCF                                                                                                | Fabien Roussel                                                                                     | Député du Nord                                                                                     | -                                                                                                  | -                                                                                                  | Nathalie Saint-Cricq (travail, évasion fiscale) | 1 863 000                                                                                          | 10,7 %                                                                                             | 10 %                                                                                               | 3e                                                                                                 | ,                                                                                                  |
| 9  | 31 mars 2022      | | LFI                                                                                                | Jean-Luc Mélenchon                                                                                 | Député des Bouches-du-Rhône                                                                        | -                                                                                                  | -                                                                                                  | Carole Gaessler (pouvoir d'achat, institutions et fonctionnement de l'État) | 1 863 000                                                                                          | 10,7 %                                                                                             | 10 %                                                                                               | 3e                                                                                                 | ,                                                                                                  |
| 10 | 5 avril 2022      | | NPA                                                                                                | Philippe Poutou                                                                                    | Conseiller municipal de Bordeaux                                                                   | -                                                                                                  | -                                                                                                  | Gilles Bornstein (Corse, services publics) | 1 710 000                                                                                          | 8,5 %                                                                                              | 9 %                                                                                                | 4e                                                                                                 | ,                                                                                                  |
| 10 | 5 avril 2022      | | REC                                                                                                | Éric Zemmour                                                                                       | Journaliste, écrivain                                                                              | -                                                                                                  | -                                                                                                  | Nathalie Saint-Cricq (sécurité, retraites) | 1 710 000                                                                                          | 8,5 %                                                                                              | 9 %                                                                                                | 4e                                                                                                 | ,                                                                                                  |
| 10 | 5 avril 2022      | | EÉLV                                                                                               | Yannick Jadot                                                                                      | Député européen                                                                                    | -                                                                                                  | -                                                                                                  | Camille Girerd (climat, santé) | 1 710 000                                                                                          | 8,5 %                                                                                              | 9 %                                                                                                | 4e                                                                                                 | ,                                                                                                  |
| 10 | 5 avril 2022      | | LR                                                                                                 | Valérie Pécresse                                                                                   | Présidente du conseil régional d'Île-de-France                                                     | -                                                                                                  | -                                                                                                  | Francis Letellier (sécurité, pouvoir d'achat) | 1 710 000                                                                                          | 8,5 %                                                                                              | 9 %                                                                                                | 4e                                                                                                 | ,                                                                                                  |
| 10 | 5 avril 2022      | | PS                                                                                                 | Anne Hidalgo                                                                                       | Maire de Paris                                                                                     | -                                                                                                  | -                                                                                                  | Dominique Seux (éducation, protection sociale) | 1 710 000                                                                                          | 8,5 %                                                                                              | 9 %                                                                                                | 4e                                                                                                 | ,                                                                                                  |
| 10 | 5 avril 2022      | | LREM                                                                                               | Emmanuel Macron                                                                                    | Président de la République française                                                               | À la suite de son absence, diffusion d'extraits de son meeting de campagne à Nanterre              | À la suite de son absence, diffusion d'extraits de son meeting de campagne à Nanterre              | À la suite de son absence, diffusion d'extraits de son meeting de campagne à Nanterre                                                                                            | 1 710 000                                                                                          | 8,5 %                                                                                              | 9 %                                                                                                | 4e                                                                                                 | ,                                                                                                  |
| 11 | 9 juin 2022       | Émission spéciale de débat avec les représentants des principaux partis aux élections législatives                           | Émission spéciale de débat avec les représentants des principaux partis aux élections législatives | Émission spéciale de débat avec les représentants des principaux partis aux élections législatives | Émission spéciale de débat avec les représentants des principaux partis aux élections législatives | Émission spéciale de débat avec les représentants des principaux partis aux élections législatives | Émission spéciale de débat avec les représentants des principaux partis aux élections législatives | Émission spéciale de débat avec les représentants des principaux partis aux élections législatives                                                                               | Émission spéciale de débat avec les représentants des principaux partis aux élections législatives | Émission spéciale de débat avec les représentants des principaux partis aux élections législatives | Émission spéciale de débat avec les représentants des principaux partis aux élections législatives | Émission spéciale de débat avec les représentants des principaux partis aux élections législatives | Émission spéciale de débat avec les représentants des principaux partis aux élections législatives |
| 11 | 9 juin 2022       | | PCF-NUPES                                                                                          | Ian Brossat                                                                                        | Adjoint au maire de Paris                                                                          | -                                                                                                  | -                                                                                                  | - | 1 403 000                                                                                          | 8,2 %                                                                                              | 5,2 %                                                                                              | 3e                                                                                                 | ,                                                                                                  |
| 11 | 9 juin 2022       | | LFI-NUPES                                                                                          | Adrien Quatennens                                                                                  | Député du Nord                                                                                     | -                                                                                                  | -                                                                                                  | - | 1 403 000                                                                                          | 8,2 %                                                                                              | 5,2 %                                                                                              | 3e                                                                                                 | ,                                                                                                  |
| 11 | 9 juin 2022       | | PS-NUPES                                                                                           | Olivier Faure                                                                                      | Député de la Seine-et-Marne                                                                        | -                                                                                                  | -                                                                                                  | - | 1 403 000                                                                                          | 8,2 %                                                                                              | 5,2 %                                                                                              | 3e                                                                                                 | ,                                                                                                  |
| 11 | 9 juin 2022       | | EÉLV-NUPES                                                                                         | Julien Bayou                                                                                       | Conseiller régional d'Île-de-France                                                                | -                                                                                                  | -                                                                                                  | - | 1 403 000                                                                                          | 8,2 %                                                                                              | 5,2 %                                                                                              | 3e                                                                                                 | ,                                                                                                  |
| 11 | 9 juin 2022       | | MoDem-ENS                                                                                          | Isabelle Florennes                                                                                 | Députée des Hauts-de-Seine                                                                         | -                                                                                                  | -                                                                                                  | - | 1 403 000                                                                                          | 8,2 %                                                                                              | 5,2 %                                                                                              | 3e                                                                                                 | ,                                                                                                  |
| 11 | 9 juin 2022       | | LREM-ENS                                                                                           | Olivier Véran                                                                                      | Ministre chargé des Relations avec le Parlement et de la Vie Démocratique                          | -                                                                                                  | -                                                                                                  | - | 1 403 000                                                                                          | 8,2 %                                                                                              | 5,2 %                                                                                              | 3e                                                                                                 | ,                                                                                                  |
| 11 | 9 juin 2022       | | UDI                                                                                                | Brigitte Fouré                                                                                     | Maire d'Amiens                                                                                     | -                                                                                                  | -                                                                                                  | - | 1 403 000                                                                                          | 8,2 %                                                                                              | 5,2 %                                                                                              | 3e                                                                                                 | ,                                                                                                  |
| 11 | 9 juin 2022       | | LR                                                                                                 | Charles Consigny                                                                                   | Avocat, écrivain                                                                                   | -                                                                                                  | -                                                                                                  | - | 1 403 000                                                                                          | 8,2 %                                                                                              | 5,2 %                                                                                              | 3e                                                                                                 | ,                                                                                                  |
| 11 | 9 juin 2022       | | RN                                                                                                 | Jordan Bardella                                                                                    | Député européen                                                                                    | -                                                                                                  | -                                                                                                  | - | 1 403 000                                                                                          | 8,2 %                                                                                              | 5,2 %                                                                                              | 3e                                                                                                 | ,                                                                                                  |
| 11 | 9 juin 2022       | | REC                                                                                                | Guillaume Peltier                                                                                  | Député du Loir-et-Cher                                                                             | -                                                                                                  | -                                                                                                  | - | 1 403 000                                                                                          | 8,2 %                                                                                              | 5,2 %                                                                                              | 3e                                                                                                 | ,                                                                                                  |
| 12 | 16 juin 2022      | Émission spéciale de débat avec les représentants des principaux partis aux élections législatives                           | Émission spéciale de débat avec les représentants des principaux partis aux élections législatives | Émission spéciale de débat avec les représentants des principaux partis aux élections législatives | Émission spéciale de débat avec les représentants des principaux partis aux élections législatives | Émission spéciale de débat avec les représentants des principaux partis aux élections législatives | Émission spéciale de débat avec les représentants des principaux partis aux élections législatives | Émission spéciale de débat avec les représentants des principaux partis aux élections législatives                                                                               | Émission spéciale de débat avec les représentants des principaux partis aux élections législatives | Émission spéciale de débat avec les représentants des principaux partis aux élections législatives | Émission spéciale de débat avec les représentants des principaux partis aux élections législatives | Émission spéciale de débat avec les représentants des principaux partis aux élections législatives | Émission spéciale de débat avec les représentants des principaux partis aux élections législatives |
| 12 | 16 juin 2022      | | RN                                                                                                 | Philippe Ballard                                                                                   | Porte-parole du Rassemblement national                                                             | -                                                                                                  | -                                                                                                  | - | 1 070 000                                                                                          | 5,9 %                                                                                              | 3,1 %                                                                                              | 4e                                                                                                 | ,                                                                                                  |
| 12 | 16 juin 2022      | | MoDem-ENS                                                                                          | François Bayrou                                                                                    | Maire de Pau                                                                                       | -                                                                                                  | -                                                                                                  | - | 1 070 000                                                                                          | 5,9 %                                                                                              | 3,1 %                                                                                              | 4e                                                                                                 | ,                                                                                                  |
| 12 | 16 juin 2022      | | LR                                                                                                 | Jean-François Copé                                                                                 | Maire de Meaux                                                                                     | -                                                                                                  | -                                                                                                  | - | 1 070 000                                                                                          | 5,9 %                                                                                              | 3,1 %                                                                                              | 4e                                                                                                 | ,                                                                                                  |
| 12 | 16 juin 2022      | | LFI-NUPES                                                                                          | Mathilde Panot                                                                                     | Députée du Val-de-Marne                                                                            | -                                                                                                  | -                                                                                                  | - | 1 070 000                                                                                          | 5,9 %                                                                                              | 3,1 %                                                                                              | 4e                                                                                                 | ,                                                                                                  |